# Hissmofors AB

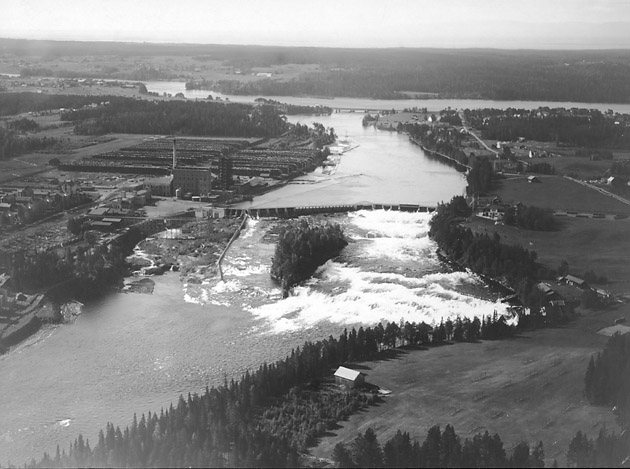
Hissmofors massafabrik och kraftstation 1929

Hissmofors AB var ett svenskt skogsindustribolag med sågverk, sulfitfabrik samt vattenkraftverk vid Hissmofors i Krokom. Bolaget, som bildades 1894, köptes upp av NCB 1963.

## Historia
I början av 1890-talet kom ingenjören Årad Nobell till Jämtland i egenskap av arbetsledare vid bygget av Oscarsbron mellan Östersund och Frösön. År 1893 köpte denne ett markområde i Hissmofors och med några affärsbekanta bildade han 1894 Hissmofors Aktiebolag. Bolagets första uppgift var att bygga en kraftstation, Hissmofors kraftverk, i Hissmoforsen i Indalsälven, avsedd bl.a. för bolagets trämassefabrik som stod klar 1899. Kraftstationen, som var en av de första i Jämtland, kom även att leverera elström till Östersund genom en 21 km lång ledning. 
År 1900 var även sågverket klart. Det fanns även planer på att förädla pappersmassan till papper men de planerna realiserades aldrig. Årad Nobell var VD fram till sin död 1930 och efterträddes av sin bror Sjune Svensson.
Vid massafabriken i Hissmofors tillverkades 1907 14 400 ton kemisk torr trämassa och nära 400 ton mekanisk torr avfallsmassa. Sågverket producerade samma år ca 7500 kbm. trävaror. Antalet arbetare var vid den förra 134 och vid det senare 45. Hissmofors kraftstation, som då efter att byggts ut bestod av 11 turbiner om sammanlagt 1900 hk, ersattes av en ny på 1940-talet. Denna är fortfarande i drift och producerar ca 310 GWh/år.
År 1949 hade tillverkningen både förändrat karaktär och ökat i volym. Man producerade ca 21 000 ton sulfitmassa, 1,6 miljoner liter 96% sulfitsprit och 3000 stds trävaror. Antalet industriarbetare uppgick till 235 personer.
När Hissmofors AB 1963 förvärvades av Norrlands Skogsägares Cellulosa AB för 31 miljoner kronor bestod verksamheten av kraftverk, sulfitfabrik och sågverk i Hissmofors samt träsliperi i Äggfors utanför Mörsil. Kraftverksdelen såldes samtidigt till Östersunds Elektriska AB (ÖEAB), senare Jämtkraft. I detta bolag finns vattenkraftverket fortfarande kvar.
NCB genomförde utbyggnad och modernisering av fabriken i Hissmofors 1968-1969, ett nytt renseri, ny lutförbränningspanna, ökad kapacitet i kokeriet och en ny bleksekvens. Senare installerades en ny torkmaskin, spritfabriken byggdes om och sågverket fick ett nytt hyvleri.
Träsliperiet i Äggfors lades ned hösten 1970. Sulfitfabriken drevs av NCB till 1978 då den lades ned. Sågverket finns kvar och ägs av skogägarföreningen Norra Skog.